# Amir Arison
Amir Arison (24 de marzo de 1978) es un actor estadounidense, más conocido por su papel de Aram Mojtabai en la serie de la cadena norteamericana NBC Blacklist.

## Carrera
Arison es un actor estadounidense. Comenzó su carrera como actor en el teatro protagonizando "Omnium Gatherum" y "ortodoxa moderna."
Él era parte del espectáculo Aftermath. Ha aparecido en muchas obras de teatro en los últimos años.

### Televisión
Comenzó su carrera en televisión en 2003 como extra en la telenovela Guiding Light . Apareció en varios programas a largo de los años, incluyendo As the World Turns , donde interpretó a un agente del FBI. Tuvo un papel recurrente en la Ley y orden: Unidad de víctimas especiales como el Dr. Manning e hizo apariciones especiales en series como Fringe , NCIS , mediano y Estado de Georgia . En 2010, fue elegido para TBS ' "Dentro de la seguridad."
En octubre de 2011, hizo apariciones especiales en la Patria como el príncipe Farid Bin Abbud durante 2 episodios. El mes siguiente, hizo una aparición en un episodio de American Horror Story .
Después de varias apariciones especiales en Gossip Girl , True Justice y The Mentalist , lo echaron en Bryan Singer, la serie digital 's H + como el Dr. Gurveer. A finales de 2012, se firmó un contrato para un papel recurrente en ABC hora cero .
En octubre de 2013, comenzó un papel recurrente en la serie de la NBC The Blacklist .

### Películas
Arison hizo su debut en la pantalla grande en el Día Cero de 2007. También en la película de inmigración estadounidense 2007 El Visitante . Más tarde apareció en Anamorfo , Odio el Día de San Valentín , y en el "especial de hoy" . En 2012, fue elegido para la película de comedia de terror estadounidense Vamps . En 2013, fue elegido para la comedia Un Friggin milagro de Navidad .

## Filmografía

### Cine
| Año  | Título                         | Papel        | notas |
| ---- | ------------------------------ | ------------ | ----- |
| 2007 | día cero                       | Abogado      |       |
| 2007 | El visitante                   | Shah         |       |
| 2007 | anamorfo                       | Profiler     |       |
| 2009 | Odio el día de San Valentín    | Chelín       |       |
| 2009 | Hoy es especial                | Jefe de piso |       |
| 2012 | Vamps                          | Derek        |       |
| 2014 | Un Friggin 'Milagro de Navidad | Farhad       |       |
| 2015 | Jane quiere un novio           | Robar        |       |
| 2016 | Antes de que el sol estalla    | Chip         |       |

### Televisión
| Año       | Título                                     | Papel                       | notas                                      |
| --------- | ------------------------------------------ | --------------------------- | ------------------------------------------ |
| 2003      | Luz de guía                                | Armande                     | Episodio: "2 de diciembre de 2003»         |
| 2003      | El jurado                                  | Tariq Ahmed                 | Episodio: "Lamentación en la reserva"      |
| 2004      | Ley y orden                                | Adil Salim                  | Episodio: "Paradigma"                      |
| 2005      | Ley y orden: Acción criminal               | Lt. Sanjay                  | Episodio: "colectiva"                      |
| 2005      | Ley y orden: Unidad de víctimas especiales | El Dr. Ghupta               | Episodio: "Partes"                         |
| 2006      | Esperanza fe                               | Phil Hobart                 | Episodio: "The Big Shanowski"              |
| 2007      | Ley y orden: Acción criminal               | Tarek 'Rick' Agiza          | Episodio: "profundidades"                  |
| 2008      | Mientras el mundo gira                     | Agente del FBI              | 4 episodios                                |
| 2008      | Fringe                                     | El Dr. Bruce Miller         | Episodio: "seguro"                         |
| 2009      | NCIS                                       | Prince Sayif Ibn Alwaan     | Episodio: "La carne y la sangre"           |
| 2009-2011 | Ley y orden: Unidad de víctimas especiales | El Dr. Manning              | 8 episodios                                |
| 2010      | Undercovers                                | Funcionario israelí         | Episodio: "La clave de todo"               |
| 2010      | en Seguridad                               | N / A                       | piloto de televisión sin vender            |
| 2011      | Estado de Georgia                          | Trent Pierce                | 2 episodios                                |
| 2011      | Homeland                                   | El príncipe Farid Bin Abbud | 2 episodios                                |
| 2011      | American Horror Story: Murder House        | Joe Escandarian             | Episodio: " Open House "                   |
| 2012      | True Justice                               | Abdul Hassan                | 2 episodios                                |
| 2012      | The Mentalist                              | Ryan Cachemira              | Episodio: "Si sangra, conduce"             |
| 2012-2013 | Dallas                                     | Varun Rasmussen             | 2 episodios                                |
| 2012-2013 | H +                                        | El Dr. Gurveer              | 11 episodios                               |
| 2013      | Gossip Girl                                | oficial de Weiner           | Episodio: "Padre y la novia"               |
| 2013      | Hora cero                                  | Theo Riley                  | 6 episodios                                |
| 2013      | Pair of Kings                              | Rey Kunu                    | Episodio: "Viva la Parte II Reyes"         |
| 2013      | See Dad Run                                | Pete                        | Episodio: "Ver papá Arrancad de Halloween" |
| 2013      | Marvin Marvin                              | El Sr. Buttsniffer          | Episodio: "Hamburguesa en un bollo"        |
| 2013      | Crímenes mayores                           | David Ahmed                 | Episodio: "Bajo la Influencia"             |
| 2013      | Once Upon a Time in Wonderland             | el Sultan                   | Episodio: "Bad Blood"                      |
| 2014      | Girls                                      | Kevin Mimma                 | 3 episodios                                |
| 2013—2023 | The Blacklist                              | Aram Mojtabai               | Protagonista, serie de TV NBC              |